# Rhyacophila nyukmadongpa
Rhyacophila nyukmadongpa är en nattsländeart som beskrevs av Schmid 1970. Rhyacophila nyukmadongpa ingår i släktet Rhyacophila och familjen rovnattsländor. Inga underarter finns listade i Catalogue of Life.